# دينت دو شامويس
دينت دو شامويس (بالإنجليزية: Dent du Chamois)‏ هو أحد جبال سلسلة الألب السويسرية وجزء من القمة الأم فانيل نوير يقع في كانتون فريبورغ، سويسرا. يبلغ ارتفاع الجبل حوالي 1839 متر، بينما يبلغ ارتفاع نتوء الجبل 293 متر.